# Kétarc
Kétarc egy kitalált szereplő a DC Comics képregényeiben. Egy Gothamben tevékenykedő bűnöző, Batman egyik legrégebbi ellenfele.
Kétarc a 12. a minden idők 100 legnagyobb képregényes ellenfeleit felvonultató weblapon.

## Jellemzése
Valódi nevén Harvey Dent kerületi ügyészként kezdte munkáját, de az egyik alkalommal savat öntöttek az arcába, amitől az egyik fele teljesen eltorzult. Ennek hatására elméje megbomlott, tudathasadást szenvedett. Így felszínre tört belőle az eddig rejtett, erőszakos személyisége, amely a sanyarú gyermekkora miatt fejlődött ki. A baleset után bűnözővé vált, és a döntéseit mindig egy feldobott pénzérmére bízta, melynek mindkét oldalán "fej" volt, de az egyik oldal össze volt karcolva. Később létrehozta saját bűnbandáját, így számtalanszor összetűzésbe keveredett Batmannel is, és az egyik legnagyobb ellenségévé vált. Harvey Dentként viszont továbbra is Bruce egyik barátja, ám ez a személyisége csak nagy ritkán képes visszaszerezni az irányítást.
Lásd még az angol nyelvű oldalakon:

## Kinézete
Kétarc kettős személyiségét és félig torz arcát hangsúlyozva felemás ruházatot visel. A jobb oldali/ép felén makulátlan öltönyt, míg a bal oldalon égett, torz arcát mintázót visel.

## Fegyverzete
Gyakorta pisztolyokat használ, rendszerint párban, de a nehezebb fegyverzettől sem riad vissza.

## Képességei
Mindkét kezével kiváló céllövő, valamint képzett verekedő.

## Filmekben
Kétarcot az 1992-es Batman rajzfilmsorozatban (Batman Animated series) láthattuk. Majd az 1995-ös Mindörökké Batman című mozifilmben Tommy Lee Jones alakításában (az 1989-es Batman filmben is szerepelt Harvey Dent, még Billy Dee Williams által játszva, de akkor még nem alakult Kétarccá, végig megmaradt pozitív mellékszereplőnek). Végül a 2008-as Batman - A Sötét Lovagban bukkant fel ismét Aaron Eckhart megformálásában.
Lásd még: Batman tv-s szerepléseinek története

## Megjegyzés
Érdekesség, hogy a Mindörökké Batmanban Kétarcnak, míg a Sötét Lovagban egyszer hívja Gordon Kétarcnak a kórházban, utána csak Harveyként említik. Angolul a Two-Face szó szerinti fordítása is Kétarc, de a magyarul is megjelent képregényekben a Kétarcú terjedt el.

## Fordítás
- Ez a szócikk részben vagy egészben  a   Two-face című angol Wikipédia-szócikk fordításán alapul.  Az eredeti cikk szerkesztőit annak laptörténete sorolja fel. Ez a jelzés csupán a megfogalmazás eredetét és a szerzői jogokat jelzi, nem szolgál a cikkben szereplő információk forrásmegjelöléseként.